# Sora (Italia)
Sora (AFI: ['sɔra]) es un municipio y localidad italiana de la provincia de Frosinone, en la región de Lacio. Está ubicada en el Valle Latino. 

## Historia
Fue la capital del ducado de Sora, existente desde su creación en 1443, hasta su disolución e inclusión en el Reino de Nápoles en 1796. Hasta 1927, formó parte de la provincia de Terra di Lavoro, en la región de Campania.

## Demografía
| Gráfica de evolución demográfica de Sora entre 1861 y 2001 |
|                                                            |
| Fuente: ISTAT.                                             |